# Barde (équitation)
Pour les articles homonymes, voir barde.

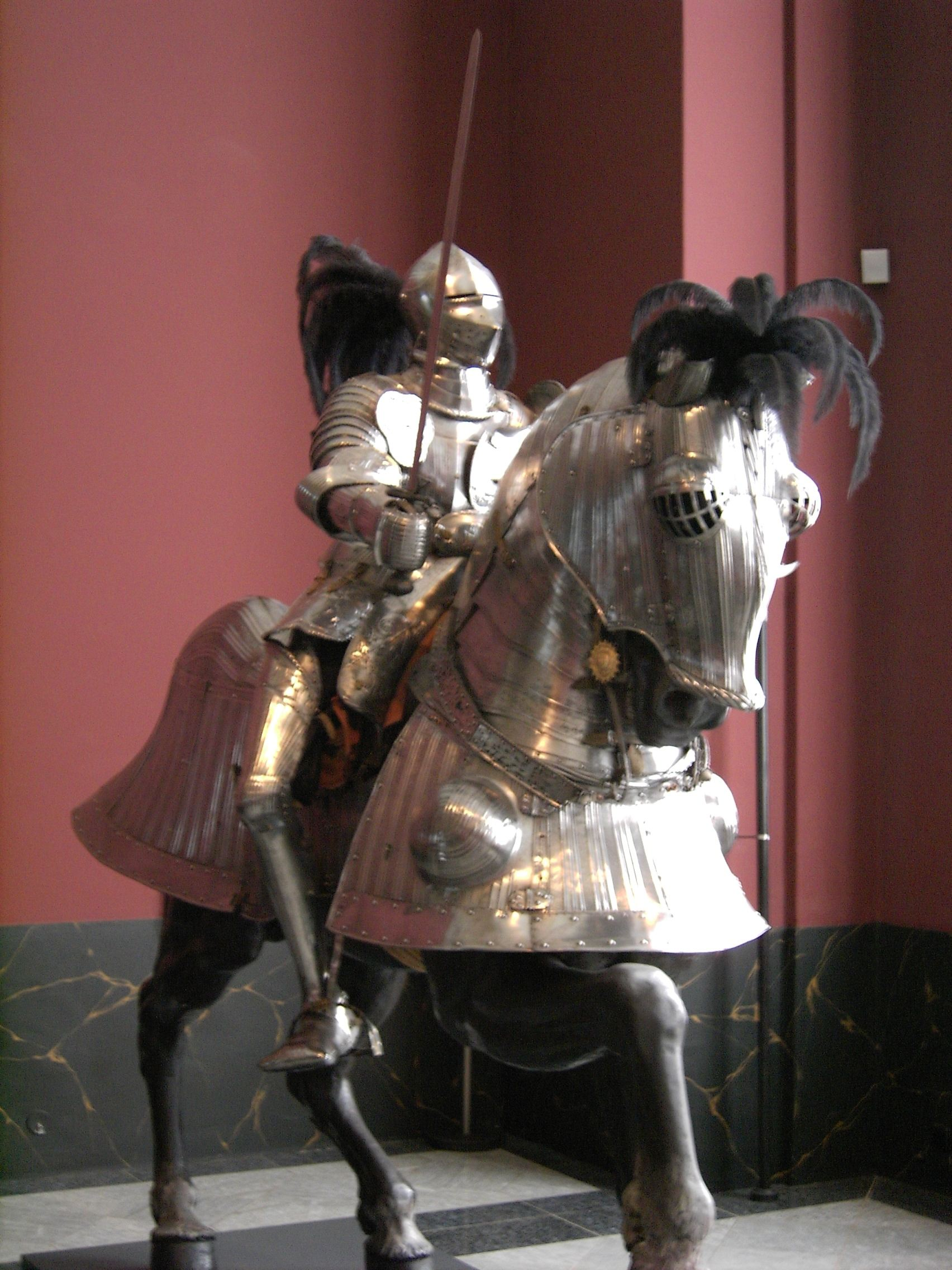
Un exemple rare de barde complète destinée à la monture d'un chevalier du XVIe.

La barde est l'ensemble des différentes pièces d'armure destinées à protéger un cheval sur un champ de bataille. 
Ce type de protection fut surtout développé à la fin du Moyen Âge pour protéger la cavalerie lourde des tirs ennemis pendant ses charges. À cette époque, alors que l'armure des chevaliers était devenue très efficace, leurs montures constituaient leur point faible et devinrent les cibles des attaques ennemies. Cette tactique fut utilisée par les archers anglais pendant la guerre de Cent Ans. La barde constitue une réponse à cette tactique.
Les exemples de bardes médiévales exposées de manière complète à notre époque sont rares, mais on peut en trouver au musée de l'armée à Paris, dans la Wallace Collection de Londres, dans la Royal Armouries de Leeds ou dans l'Armurerie royale de Madrid.

## Détail des différentes pièces d'armure

### Chanfrein

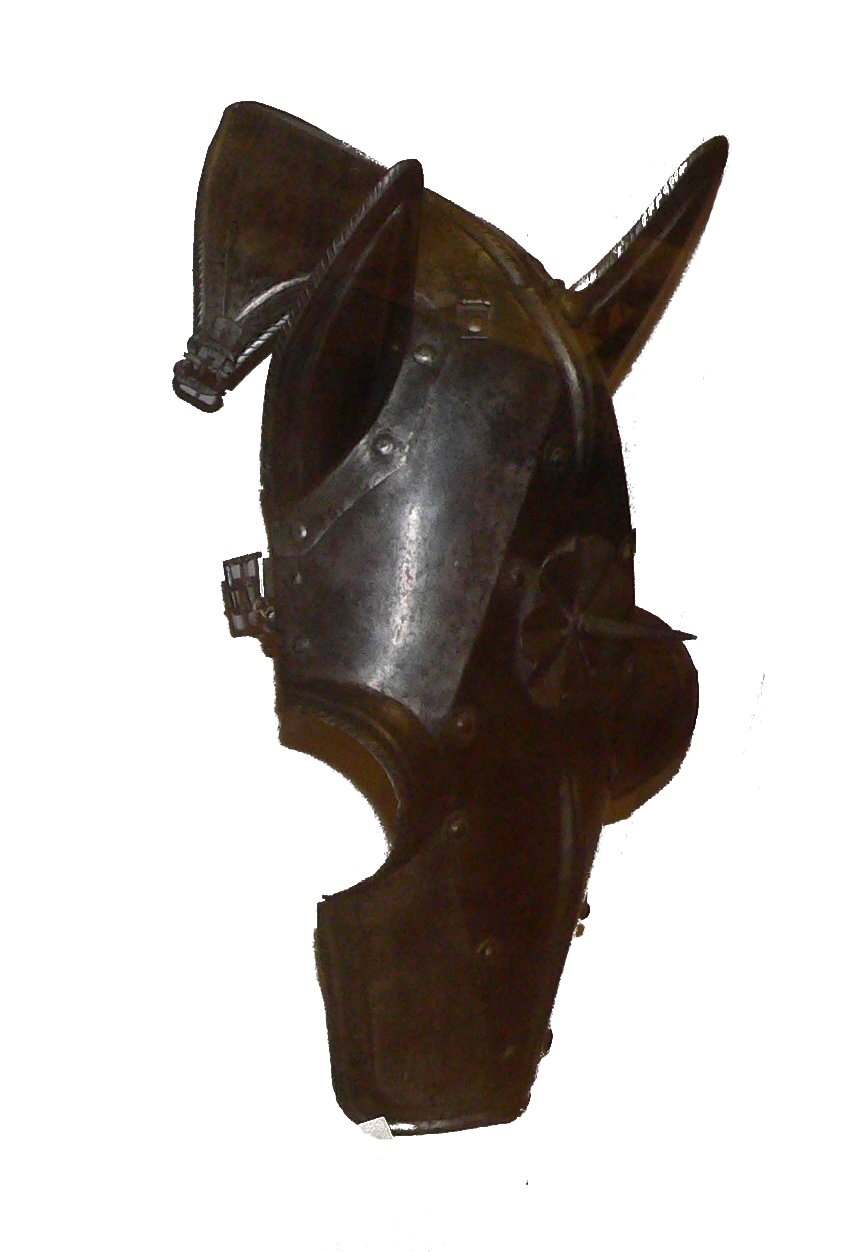
Détail d'un chanfrein, avec cette fameuse décoration formée d'une rondelle et d'une petite pointe.

Le chanfrein est conçu pour protéger les parties fragiles de la tête du cheval, notamment ses yeux et, comme le nom l'indique, son chanfrein. Parfois, le chanfrein métallique inclut des charnières entre les plaques. Une décoration commune à de nombreux chanfreins est une rondelle ornée d'une petite pointe évoquant une corne de licorne.
Le chanfrein trouve son origine dans l'ancienne Grèce mais il disparut de l'usage militaire jusqu'au XIIe siècle, lorsque les plaques de métal remplacèrent le cuir bouilli pour la protection des chevaux de guerre. La conception de base du chanfrein est restée stable jusqu'à ce que l'artillerie du XVIIe siècle rende la barde complètement obsolète, bien que des exemples plus tardifs de chanfreins gravés de décorations soient remarquables. Le chanfrein couvrait la tête du cheval de l'oreille à ses naseaux. Un grillage couvrait souvent les yeux de l'animal mais certains chanfreins ne les protégeaient pas entièrement. Des extensions métalliques pouvaient aussi recouvrir les joues du cheval, elles étaient couramment utilisés lors des tournois de joutes équestres.

### Barde d'encolure

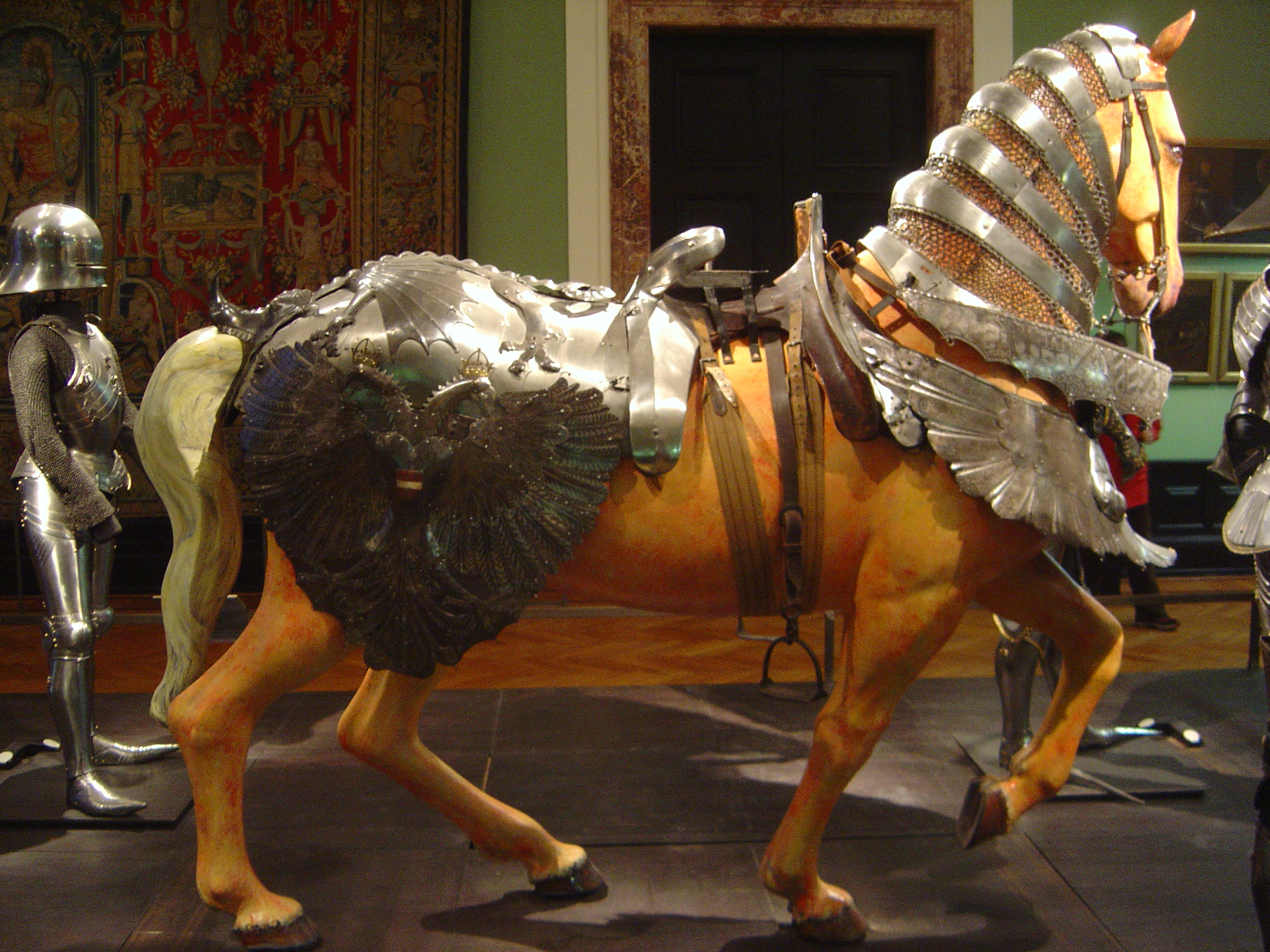
Barde exposée au Kunsthistorisches Museum de Vienne, Autriche, comportant barde d'encolure, plastron (protection de la poitrine) et barde de croupe..

La barde d'encolure est un ensemble de plaques sectorielles qui protégeait le cou du cheval. Il se compose de deux ensembles de lamelles articulés et fixées les unes aux autres par des rivets. L'un de ces ensembles recouvre le haut de l'encolure du cheval (sa crinière) et l'autre le dessous.

### Barde de croupe
La barde de croupe protège l'arrière du cheval. Elle peut être fabriquée à partir d'une combinaison de cuir, de chaînes, ou de plaques.

### Flançois
Le flançois, utilisé pour protéger le flanc, se fixe sur le côté de la selle, puis autour de l'avant ou de l'arrière du cheval et sur la selle à nouveau. Ils semblent avoir été constitués de plaques de métal ou de cuir riveté, et dans certains cas, de cuir bouilli. Ils avaient parfois des ouvertures conçues pour permettre au cavalier d'utiliser ses éperons.

### Plastron
Le plastron est conçu pour protéger le poitrail du cheval tandis que la barde de croupe protège l'arrière. Il arrivait qu'il soit tendu depuis la selle.

### Caparaçon

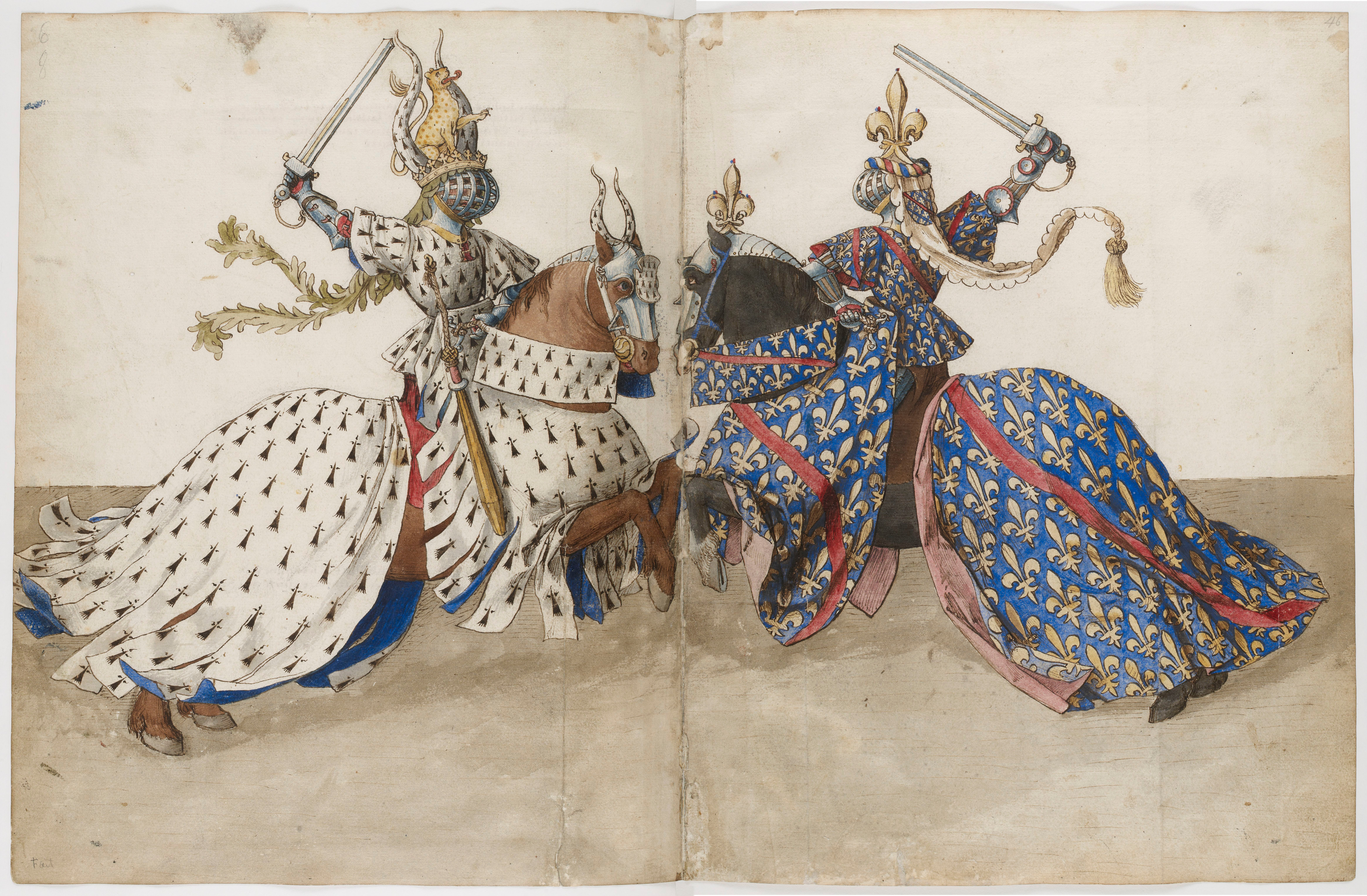
Les deux montures portent des caparaçons dans le livre des tournois.

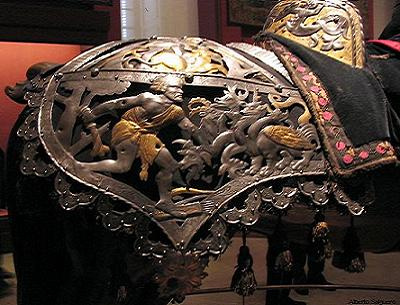
Détail sur la barde de croupe des montures de Charles Quint, exposée au Palacio Real de Madrid

La barde a souvent été utilisée avec un tissu couvrant le cheval et connu sous le nom de caparaçon. Cet ensemble de tissus recouvrait parfois le cheval en entier, de la queue au poitrail. Il est difficile de savoir, à partir des illustrations d'époque, combien de protections en métal pouvaient être utilisées en conjonction.

### Autres caractéristiques
Une autre caractéristique de la barde est la protection métallique fixée aux rênes, de sorte qu'elles ne puissent pas être coupées.